# Round Midnight (soundtrack)
Round Midnight je soundtrack ameriškega jazzovskega pianista Herbieja Hancocka, ki je nastal za film Bertranda Tavernierja, Round Midnight, izšel pa je leta 1986 pri založbi Columbia Records. Pri snemanju so sodelovali Hancock, Freddie Hubbard, Ron Carter, Tony Williams, Bobby McFerrin, Dexter Gordon, Pierre Michelot, Billy Higgins, John McLaughlin, Chet Baker, Bobby Hutcherson, Wayne Shorter, Lonette McKee in Cedar Walton, večina katerih je nastopila tudi v samem filmu. Soundtrack je leta 1986 osvojil Oskarja za najboljšo filmsko glasbo. Druge skladbe, posnete med snemanjem filma, so istega leta izšle na albumu Dextra Gordona, The Other Side of Round Midnight.

## Oskar
Podelitev oskarja soundtracku spada med bolj kontroverzne zmage te kategorije. V konkurenci so bili soundtracki filmov Osmi potnik 2 (James Horner), Hoosiers (Jerry Goldsmith) in The Mission (Ennio Morricone). V recenziji soundtracka filma Hoosiers, je Christian Clemmensen s portala Filmtracks.com zapisal: »Podelitev oskarja za najboljšo filmsko glasbo leta 1986 Herbieju Hancocku za Round Midnight velja za eno največjih od številnih krivic, ki so doletele nominirance v tej kategoriji. Ennio Morricone in, v manjši meri, James Horner sta bila v tem letu vredna osvojitve oskarja, čeprav je Goldsmithov Hoosiers na svoji ravni zaradi izjemnega vpliva na sliko.« Morricone, ki do tedaj ni nikoli osvojil kompetitivnega oskarja, je v intervjuju dejal: »Vsekakor se mi je zdelo, da bi moral osvojiti oskarja za The Mission, posebno, če veš, da je dobitnik oskarja, Round Midnight, ki ni originalen soundtrack. Imel je zelo dober aranžma Herbieja Hancocka, vendar so bile uporabljene že obstoječe skladbe. Tako primerjava z The Missionom ni možna. Prišlo je do kraje!«

## Seznam skladb
| Št. | Naslov                             | Pisec                                                 | Dolžina |
| --- | ---------------------------------- | ----------------------------------------------------- | ------- |
| 1.  | „Round Midnight‟                   | Thelonious Monk, Bernie Hanighen, Cootie Williams     | 5:35    |
| 2.  | „Body and Soul‟                    | Edward Heyman, Robert Sour, Frank Eyton, Johnny Green | 5:54    |
| 3.  | „Bérangère's Nightmare‟            | Herbie Hancock                                        | 3:06    |
| 4.  | „Fair Weather‟                     | Kenny Dorham                                          | 6:05    |
| 5.  | „Una noche con Francis‟            | Bud Powell                                            | 4:22    |
| 6.  | „The Peacocks‟                     | Jimmy Rowles                                          | 7:16    |
| 7.  | „How Long Has This Been Going On?‟ | Ira Gershwin, George Gershwin                         | 3:12    |
| 8.  | „Rhythm-a-Ning‟                    | Monk                                                  | 4:11    |
| 9.  | „Still Time‟                       | Hancock                                               | 3:50    |
| 10. | „Minuit aux Champs-Elysées‟        | Henri Renaud                                          | 3:26    |
| 11. | „Chan's Song (Never Said)‟         | Stevie Wonder, Hancock                                | 4:15    |

## Osebje

### Glasbeniki
- Herbie Hancock – klavir (na vseh, razen 8)
- Ron Carter – bas (1, 8, 11)
- Tony Williams – bobni (1, 8, 11)
- Bobby McFerrin – vokal (1, 11)
- Dexter Gordon – tenor saksofon (2, 5, 7–9)
- Pierre Michelot – bas (2–7, 9)
- Billy Higgins – bobni (2–7, 9)
- John McLaughlin – kitara (2, 3)
- Chet Baker – vokal in trobenta (4)
- Wayne Shorter – tenor saksofon (5), sopranski saksofon (6)
- Bobby Hutcherson – vibrafon (5, 10)
- Lonette McKee – vokal (7)
- Freddie Hubbard – trobenta (8)
- Cedar Walton – klavir (8)

### Produkcija
- Producent: Herbie Hancock
- Snemanje, miks: William Flageollet

## Druge verzije
- Stan Getz je posnel verzijo skladbe »The Thief«, ki je izšla leta 1975 na albumu The Peacocks.[4]
- Branford Marsalis je z zasedbo Branford Marsalis Quartet posnel skladbo »Rhythm-A-Ning«, ki je leta 2009 izšla na albumu Metamorphosen.[5]
- Leta 1997 je jazzovski trombonist Harry Watters izdal album v spomin Georgu Gershwinu z naslovom S'Wonderful: The Music of George Gershwin, ki vsebuje verzijo skladbe »How Long Has This Been Going On?«[6]
- Christian McBride, Nicholas Payton in Mark Whitfield so posneli verzijo skladbe »Chan's Song« na njihovem albumu, posvečenem Herbieju Hancocku z naslovom Fingerpainting: The Music of Herbie Hancock.[7]